# Thanatosensitivité
 (septembre 2020).
La thanatosensitivité décrit une approche épistémologique et méthodologique dans la conception numérique qui recherche activement à intégrer la mort dans le monde informatique, malgré la conception traditionnelle centrée sur l'utilisateur. 
Mentionnée pour la première fois par Michael Massimi et Andrea Charise de l'Université de Toronto dans un article présenté à la conférence de 2009 de la série Conference on Human Factors in Computing Systems (en), la thanatosensitivité fait référence à une approche humaniste fondée sur la recherche et la conception de l'interaction homme-machine (IHM, ou HCI en anglais pour Human-Computer Interaction) qui reconnaît et aborde les problèmes conceptuels et pratiques entourant le décès dans la création de systèmes interactifs
Le terme thanatosensitivité est dérivé de la personnification mythologique grecque antique de la mort, Thanatos (En grec : Θάνατος, Mort). L'interdisciplinarité est cruciale pour l'étude thanatosensitive parce que, contrairement à beaucoup de domaines de recherche sur l'IHM, celles sur la mort sont rarement soumises à des activités en laboratoires ou à des approches traditionnelles sur le terrain. Comme Massimi et Charise le soutiennent, l'aspect humaniste de la thanatosensitivité offre effectivement « une stratégie non-invasive pour mieux comprendre les problèmes conceptuels et pratiques entourant la mort, l'informatique et l'expérience humaine ».

## Applications conceptuelles et pratiques
Historiquement, la conception et la recherche en informatique ont rarement considéré les problèmes liés au décès de l'utilisateur. La prolifération des données personnelles en ligne, des identités numériques, souvent protégée par des mots de passe ou des données biométriques qui oblige que l'utilisateur soit en vie, rend l'accès aux données de plus en plus problématiques après la mort de celui-ci, pour les particuliers et les proches, mais aussi pour les institutions et les sociétés, qui peuvent avoir des prétentions ou des enjeux juridiques par rapport à ces données. Un article de 2004 décrit comment Yahoo! a refusé à la famille de Justin Ellsworth, un marine américain mort à 20 ans, l'accès à son mail, les empêchant d'accéder aux informations pour gérer les conséquences du décès du jeune homme (comme clôturer ses réseaux sociaux).
Déterminer comment les données numériques « peuvent être léguées, hérités et réutilisés de façon appropriée » par la famille du défunt tout en prenant en compte la complexité des chartes de sécurité de la vie privée sur internet est un nouveau champ de recherche important sur les interactions homme-machine. « À un niveau plus fondamental, ces enjeux deviennent davantage importants à mesure que les entreprises décident de gérer les comptes internet des personnes décédées ». Des études récentes dans le domaine ont appelé au développement d'applications et fonctionnalités plus ciblées pour faciliter le contrôle posthume des données numériques.
De plus, les façons dont les gens utilisent la technologie dans les pratiques concernant leur mort ou celles de leurs proches, sont des domaines de recherche qui ont toujours peu reçu d'attention. Bien que les initiatives liées au décès en informatique soient de plus en plus nombreuses (les mémoriaux en ligne par exemple), la recherche académique dans ce domaine n'en est qu'à ses débuts. Ces thanatechnologies visent à répondre à de nombreux besoins comme la commémoration, l'aide au deuil, l'archivage, l'accès aux informations et ressources, etc. De nombreuses thanatechnologies existent, mais peu sont le produit d'un processus de conception thanatosensitif, ce sont plutôt des appropriations de technologies générales, même si certains services comme ceux de Google ou Facebook ont ce genre de technologies. Par exemple, les forums en ligne ne sont pas explicitement concernés par la mort de leurs utilisateurs, cependant, ce sont des lieux communs pour les personnes endeuillées pour communiquer à ce sujet sous la forme de mémoriaux en ligne formels ou, plus communément, informels. De plus, les mondes virtuels en 3 dimensions commencent à être explorés comme des espaces de commémoration.